# Kanariehetfläcken

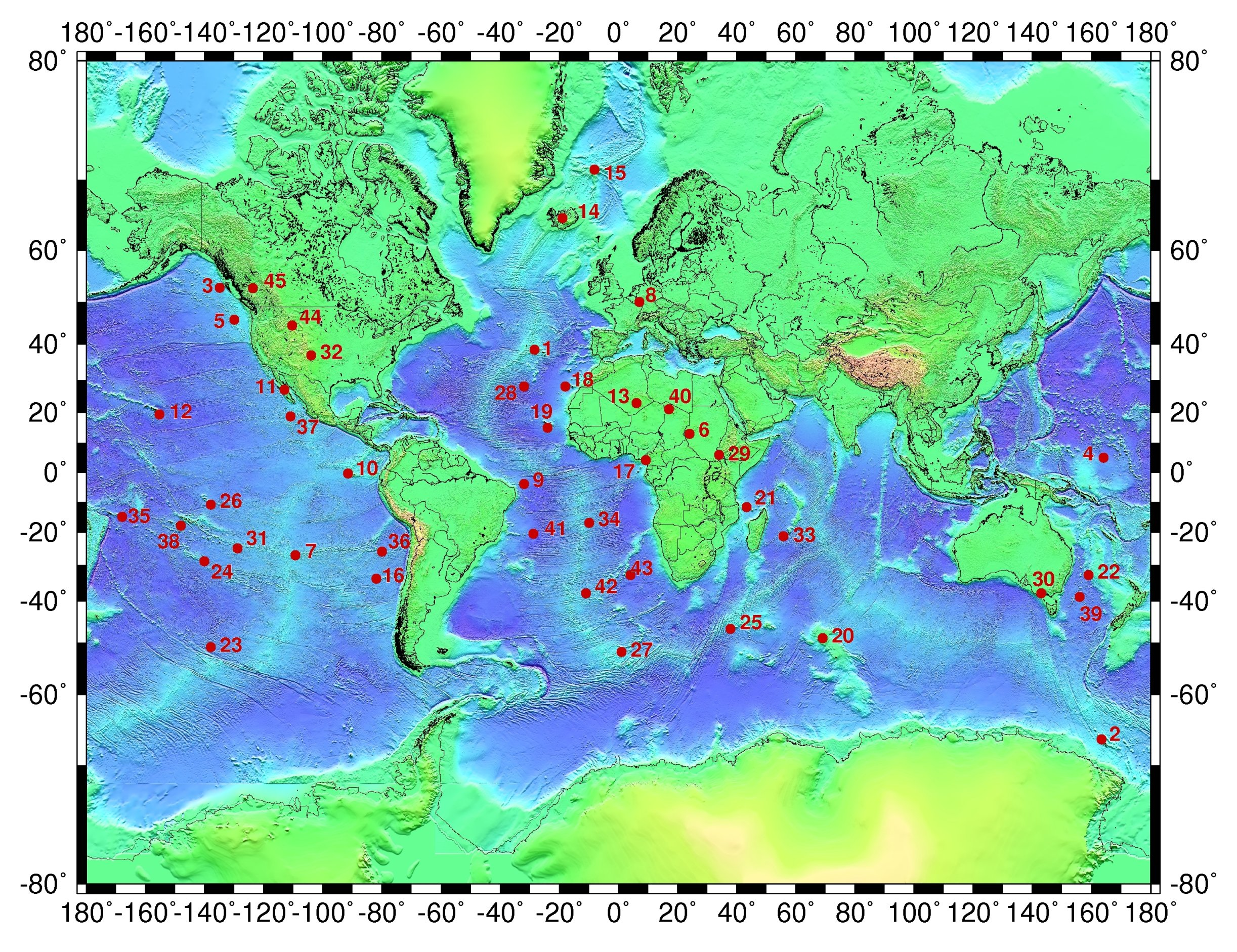
Kanariehetfläcken är markerad 18 på kartan

Kanariehetfläcken är en vulkanisk hetfläck som tros vara belägen vid Kanarieöarna utanför Afrikas nordvästkust, även om alternativa teorier också har föreslagits för att förklara vulkanismen där. Kanarieöarna tros vara placerad över en mantelplym som ska ligga relativt djupt. Den antas ha uppstått för ungefär 60 miljoner år sedan.

## Senaste aktivitet
Från juli till september år 2011 utsattes den kanariska ön El Hierro för tusentals små skalv, dessa troddes vara resultatet av magmarörelser under ön. Detta skapade en oro för ett möjligt vulkanutbrott vilket faktiskt började 10 oktober 2011. Cirka 1 km söder om ön bildades det ett utbrott i form av en spricka på havsbotten något som skulle kunna bilda en ny ö eller göra en befintlig ö större.